# Ophichthus tomioi
Ophichthus tomioi är en fiskart som beskrevs av Mccosker 2010. Ophichthus tomioi ingår i släktet Ophichthus och familjen Ophichthidae. Inga underarter finns listade i Catalogue of Life.